# 標籤

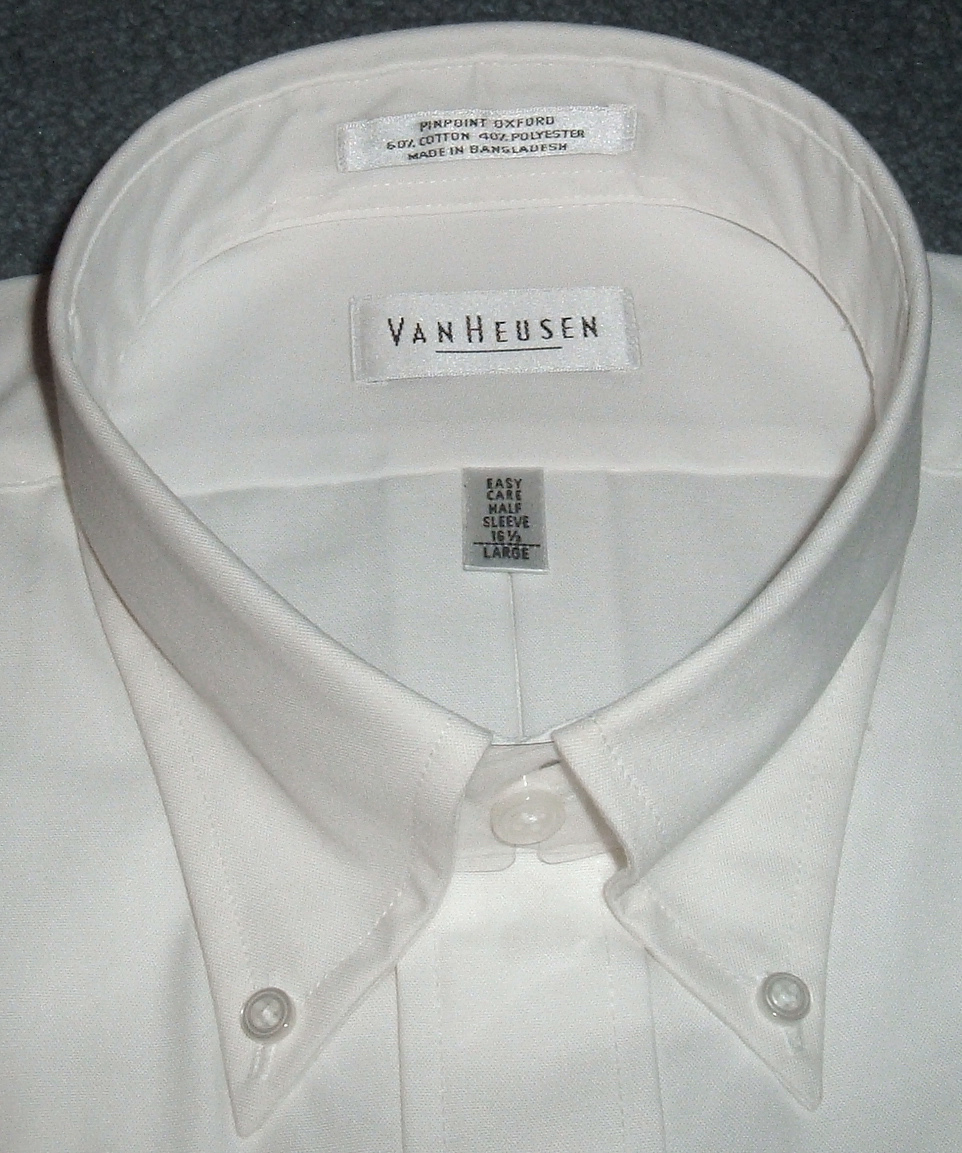
带标签的襯衫

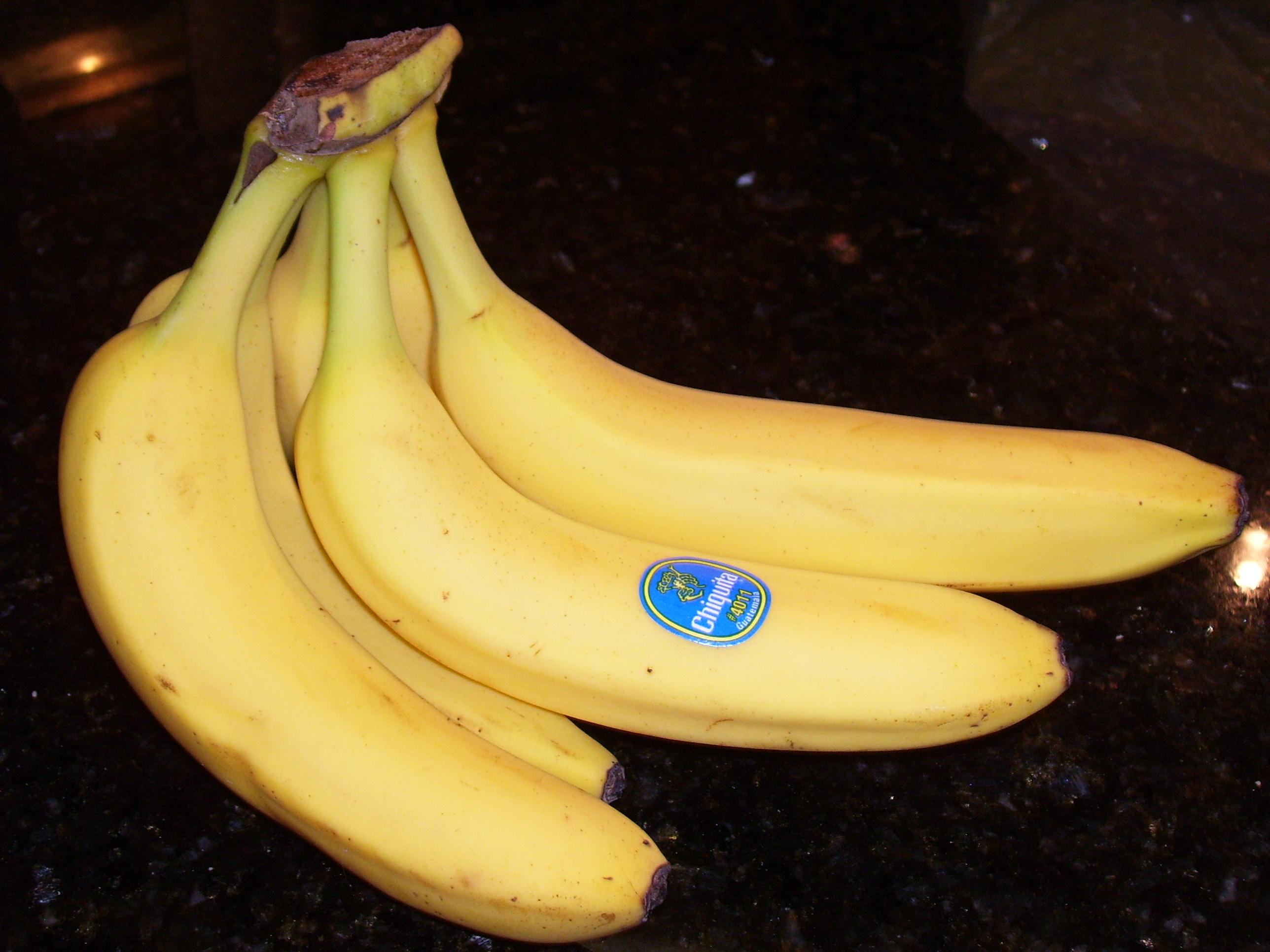
带标签的香蕉

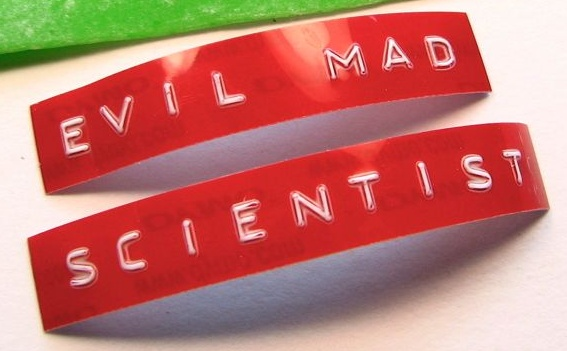
用压纹胶带制成的标签

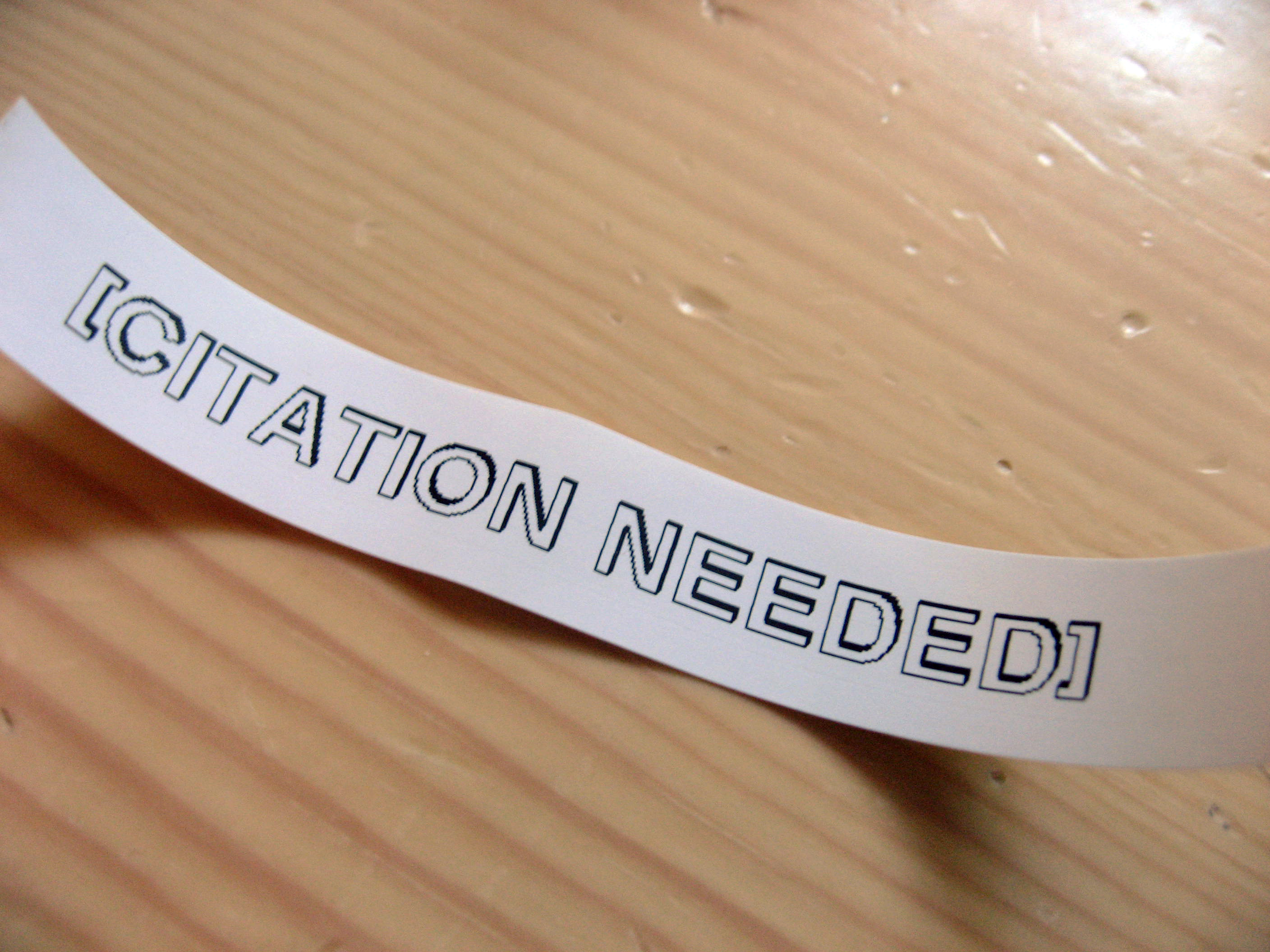
带有人造压花的标签

标签是指贴在包裝或产品上的一张纸、塑料薄膜、布、金属或其他材料，上面写有相關产品或物品的信息。衣服上的標籤又稱吊牌，它通過繩子或長條的塑料與衣服相連。
标签有多种用途，它向用戶展示相關产品的產地、制造商（例如品牌名称）、用途、保质期等信息，其中部分或全部信息可能受法律規範，例如英国的食品法或美国有關法律。 在许多国家/地区，毒药或易燃液体等危险产品必须贴有警告标签。

## 用途
標籤可用於識別、資訊、警告、使用說明、環境建議或廣告的任意組合。它們可能是貼紙、永久或臨時標籤或印刷包裝。

### 產品
透過標籤永久識別產品是很常見的；標籤需要在產品的整個生命週期中保持安全。例如，汽車上的VIN標誌必須耐熱、耐油、耐竄改；同樣，食品標籤必須持續到食品被使用為止。可移除的產品標籤需要黏合直至移除。例如，新冰箱上的標籤包含安裝、使用和環境資訊：標籤安裝後需要能夠乾淨、輕鬆地從設備上撕下。
食品和飲料的標籤通常包括與產品中使用的內容或成分相關的關鍵訊息，並且還可能註明過敏風險，例如是否存在麩質或大豆。例如，美國食品藥物管理局(FDA) 制定了標準來規範葡萄酒和烈酒標籤和包裝上提供的資訊。這些標籤包括品牌名稱、類別和類型名稱以及酒精含量等資訊。

### 包裝
包裝上可能貼有或與包裝一體的標籤。這些可能帶有定價、條碼、UPC標識、使用指南、地址、廣告、食譜等。 它們也可用於協助抵製或指示篡改或竊盜。

### 郵寄
郵寄標籤可識別收件者、寄件者以及在運送過程中可能有用的任何其他資訊。許多軟體包（例如文字處理器和聯絡人管理器程式）可以根據符合郵政標準的資料集產生標準化的郵寄標籤。這些標籤還可能包括路由條碼和特殊處理要求，以加快交付。

## 環境考慮

### 標籤對環境的影響
標籤可能會在製造、使用和使用後影響環境。背襯、塗層、黏合劑和襯墊的選擇可能是重要因素。環境法規和指南可以有多種來源。包裝標籤的使用者可以考慮一些永續包裝指南。根據固體廢棄物層次結構，應在不減少必要功能的情況下最大限度地減少標籤的數量和尺寸。標籤的材料內容應符合適用的規定。對被貼標籤的物品和標籤本身進行生命週期評估有助於識別和改善可能的環境影響。例如，有時透過可從表面移除的標籤來幫助再利用或回收。
如果標籤在回收過程中殘留在物品上，則應選擇不會妨礙物品可回收性的標籤。例如，當貼有標籤的瓦楞紙箱被回收時，濕強紙標籤不會妨礙盒子的回收：PSA 黏合劑保留在背襯上，並且很容易去除。沒有濕強度的紙背襯可能會釋放黏合劑，這可能會污染回收工作。標籤可以透過傳達物品的材料內容、拆解說明或回收說明來幫助回收再利用。生態標章用於消費品（包括食品），以識別對環境和/或人類危害小於其他相關產品的產品，例如海洋之友鼓勵的永續海鮮。